# Emplastus emeryi
Emplastus emeryi är en myrart som beskrevs av Horace Donisthorpe 1920. Emplastus emeryi ingår i släktet Emplastus och familjen myror. Inga underarter finns listade i Catalogue of Life.